# 巴布爾卡
47°47′48″N 35°3′40″E / 47.79667°N 35.06111°E
巴布爾卡（烏克蘭語：Бабурка）是位於烏克蘭東南部的村莊，由扎波羅熱州扎波羅熱区的多林斯凱市鎮負責管轄。該村距離下霍爾蒂察5公里，始建於1785年，面積19.41平方公里，海拔高度36米，2001年人口362。